# Neuschneidmühle (Küps)
Neuschneidmühle ist eine Wüstung auf dem Gemeindegebiet des Marktes Küps im Landkreis Kronach (Oberfranken, Bayern).

## Geographie
Die Einöde lag auf einer Höhe von 289 m ü. NHN an der Rodach nördlich von Küps. Im Westen befand sich die Schopfenwiesen.

## Geschichte
Gegen Ende des 18. Jahrhunderts gehörte Neuschneidmühle (zu dieser Zeit Schopfenschneidmühle genannt) zur Realgemeinde Küps. Das Hochgericht übte das Rittergut Küps im begrenzten Umfang aus, es hatte ggf. an das bambergische Centamt Weismain auszuliefern. Das Rittergut Küps war zugleich Grundherr der Mahl- und Schneidmühle.
Mit dem Gemeindeedikt wurde Neuschneidmühle dem 1808 gebildeten Steuerdistrikt Küps und der 1818 gebildeten Ruralgemeinde Küps zugewiesen.
Einwohnerentwicklung
| Jahr      | 001818 | 001861 | 001871 |
| Einwohner |        | 3      | 6      |
| Häuser    | 1      |        |        |
| Quelle    | [ 3 ]  | [ 5 ]  | [ 6 ]  |

## Religion
Der Ort war evangelisch-lutherisch geprägt und nach St. Jakob (Küps) gepfarrt.

## Weblink
- Schneidmühle in der Ortsdatenbank des bavarikon, abgerufen am 20. August 2021.